# アストリア (軽巡洋艦)
アストリア (USS Astoria, CL-90) は、アメリカ海軍が第二次世界大戦で運用した軽巡洋艦。クリーブランド級軽巡洋艦の19番艦。艦名はオレゴン州アストリアに因む。その名を持つ艦としては3隻目。直接的には、重巡「アストリア」の襲名艦である。

## 艦歴
「アストリア」は1941年9月6日にペンシルベニア州フィラデルフィアのウィリアム・クランプ・アンド・サンズで起工。当初は「ウィルクスバリ」という艦名であった。太平洋戦争勃発後の1942年8月上旬、ガダルカナル島の戦いにともなう第一次ソロモン海戦で、重巡「アストリア」が沈没した。「ウィルクスバリ」は建造中に「アストリア」と改名した。
1943年3月6日、新アストリア号はペギー・ルーカスによって進水した。1944年5月17日にフィラデルフィア海軍工廠でジョージ・C・ダイアー艦長の指揮下就役する。
6月6日～7月23日までバミューダ諸島まで慣熟航海を行った後、フィラデルフィアに戻ってオーバーホールを受け、9月19日に太平洋艦隊に合流するため出港した。パナマ運河を通過し、10月3日にカリフォルニア州サンディエゴに寄港し、10月25日に真珠湾へ出港する前にメア・アイランド海軍造船所で整備を受け、10月30日に真珠湾に到着した。

### 第二次世界大戦
11月16日、「アストリア」は当時カロリン諸島ウルシー環礁を根拠地にしていた高速空母機動部隊・第38任務部隊 (TF38) に合流するため真珠湾を出港した。途中マーシャル諸島エニウェトク環礁に立ち寄り、11月25日にウルシーに到着した。到着後、TF38を構成する空母群の一つ第38.2任務群 (TG38.2) に配属された。当時、同任務群には空母「ホーネット (USS Hornet, CV-12) 」「レキシントン (USS Lexington, CV-16) 」「ハンコック (USS Hancock, CV-19) 」「インディペンデンス (USS Independence, CVL-22) 」、戦艦「アイオワ (USS Iowa, BB-61) 」「ニュージャージー (USS New Jersey, BB-62) 」「ウィスコンシン (USS Wisconsin, BB-64) 」、軽巡「サンフアン (USS San Juan, CL-54) 」「ヴィンセンス (USS Vincennes, CL-64) 」「パサデナ (USS Pasadena, CL-65) 」「マイアミ (USS Miami, CL-89) 」、駆逐艦20隻で構成されていた。「アストリア」には空母の護衛任務が割り当てられた。12月11日、アメリカ艦隊はミンドロ島攻略を支援するために出撃し、空母群は11月14日～16日まで空襲を行ったが、17日は悪天候のため航空機の出撃を見合わせた。その夜、艦隊はコブラ台風に遭遇し、多くの艦船が損傷し、駆逐艦3隻が沈没したが、「アストリア」には大きな被害はなかった。艦隊は沈没した艦の生存者の捜索を2日間行った後、ウルシーに帰還した。
TF38はルソン島攻略に参加するため12月30日にウルシーを出撃し、1945年1月6日～9日にかけて島の日本軍拠点を攻撃した。この頃にはTG38.2は縮小され、「ホーネット」「レキシントン」「ハンコック」を戦艦「ニュージャージー」「ウィスコンシン」、軽巡「アストリア」「サンフアン」「パサデナ」「ウィルクスバリ (USS Wilkes-Barre, CL-103) 」、駆逐艦15隻が護衛していた。1月9日深夜、アメリカ艦隊は東南アジアの日本占領地域を攻撃するグラティテュード作戦を開始した。「アストリア」はその後2週間にわたり香港、広州、海南島、台湾を含む日本の占領地域とカムラン湾の海軍拠点を含む仏領インドシナを攻撃する空母群を護衛した。艦隊は1月25日にウルシーへ戻った。
2月初旬までに空母機動部隊は第5艦隊麾下に移り、第58任務部隊 (TF58) に再編された。このとき「アストリア」「ウィルクスバリ」「パサデナ」は、空母「エセックス (USS Essex, CV-9) 」「バンカー・ヒル (USS Bunker Hill, CV-17) 」「カボット (USS Cabot, CVL-28) 」、戦艦「サウスダコタ (USS South Dakota, BB-57) 」「ニュージャージー」、大型巡洋艦「アラスカ (USS Alaska, CB-1) 」、駆逐艦14隻と第58.3任務群 (TG58.3) を構成した。「アストリア」以下の任務群は2月18日に始まる日本本土への空襲のため出撃した。その日のうちに任務群は硫黄島攻略を支援するため南方へ転進し、「アストリア」は2月21日に硫黄島への砲撃任務のため任務群から切り離された。その後、東京への空襲に参加するため任務群に復帰し、3月3日にウルシーへ戻った。TF58は3月14日に再出撃し、来るべき沖縄上陸に備えて空爆を開始した。この作戦中、「アストリア」はTG58.3の空母群の対空防御に従事した。その後の3か月間の戦闘において「アストリア」の砲手は日本軍機11機の撃墜とその他撃墜に関係したと報告している。「アストリア」は6月1日にレイテ島に戻り、1か月に及ぶ定期整備を受けた。
7月1日、「アストリア」は日本列島に直接空襲を行う空母任務部隊に復帰するために出港した。その頃、空母機動部隊は再び第3艦隊麾下に戻っており、TG58.3の呼称もTG38.3に戻っていた。この間、「アストリア」は第13巡洋艦隊に所属し、7月17日～18日と7月24日～25日の2回、本州沖の日本艦の哨戒を行った。1回目の哨戒では軽巡「ウィルクスバリ」「パサデナ」「スプリングフィールド (USS Springfield, CL-66) 」、駆逐艦6隻と第35.1任務群を構成し、本州北部沖と紀伊水道を哨戒したが、日本艦とは遭遇しなかった。2回目は、「ウィルクスバリ」「パサデナ」「スプリングフィールド」と第35.3任務群を組み、7月24日夜、串本の水上飛行場と潮岬を砲撃した。

### 戦後
1945年8月15日に日本は降伏し、「アストリア」はTF38と共に本州沖の哨戒を継続した。任務は9月3日まで続けられ、その後帰国の命を受ける。9月15日にカリフォルニア州サンペドロに到着し、11月24日まで同地に留まった。その後ハワイに向かう。11月30日に真珠湾に到着し、数日間訓練を行った。12月10日にサンペドロに向けて出航し、12月15日に帰還した。続く10ヶ月間に渡って、北米の太平洋沿岸を南はサンディエゴから北はブリティッシュコロンビア州のバンクーバーまでの範囲で活動した。
1946年10月15日、「アストリア」はサンペドロを出航し中部太平洋に向かう。真珠湾を経由し11月2日にグアムに到着した。
「アストリア」は1948年2月半ばまでマリアナ諸島、特にグアムとサイパンで活動した。2月19日にグアムを出航し、クェゼリン環礁と真珠湾に立ち寄った後、3月24日にサンディエゴに到着した。その後太平洋沿岸での任務を1948年10月まで継続した。
10月1日に「アストリア」は再び極東に向かう。真珠湾に3日停泊した後、中国の青島に向かい10月29日に到着した。ほぼ4ヶ月間をアジア水域で過ごし、韓国の仁川、釜山、日本の佐世保、横須賀、中国の上海、青島などを訪問した。1949年2月16日に横須賀を出航し帰国の途に就く。真珠湾に寄港後、3月8日にサンフランシスコに帰還した。
1949年7月1日、「アストリア」は退役し太平洋予備役艦隊サンフランシスコ・グループで保管される。1958年5月20日にサンディエゴ・グループに移管され、10年以上保管された後1969年11月1日に除籍される。1971年1月12日にビバリーヒルズのニコラ・ジョフィ社にスクラップとして売却された。
「アストリア」は第二次世界大戦の戦功で5個の従軍星章を受章した。